# Stizus ruficornis
Stizus ruficornis é uma espécie de insetos himenópteros, mais especificamente de vespas pertencente à família Crabronidae.
A autoridade científica da espécie é J. Forster, tendo sido descrita no ano de 1771.
Trata-se de uma espécie presente no território português.